# Enchiridion militis christiani
L'Enchiridion Militis Christiani (en français : Manuel du chevalier chrétien) est la première œuvre d’Érasme. Publié en latin pour la première fois en 1503 le livre, d’une centaine de pages, fut traduit dans toutes les langues européennes et eut une grande influence sur le développement d'un nouvel humanisme chrétien dans l’Europe du XVIe siècle. 

## Circonstances
Lors d'un séjour au château de Tournehem, près de Saint-Omer, Érasme rencontra un soldat aux manières rustres et peu civilisées — mais homme sympathique — qui était une connaissance de Battus, un ami proche. À la requête de l’épouse du soldat, embarrassée par le comportement désagréable de son mari, Battus demanda à Érasme d'écrire un texte qui convaincrait le soldat du besoin de réformer ses manières, ce qu’il fit. Le petit « traité » qui en résulte fut révisé et élargi par Érasme pour devenir l'Enchiridion militis Christiani. L’Enchiridion est un appel aux chrétiens à agir conformément à leur foi chrétienne plutôt que de simplement exécuter les rites nécessaires. Il est devenu l'un des ouvrages les mieux connus d'Érasme. Son influence fut grande.
Selon Otto Scholtenloher, Hans Poppenruyter pourrait être le destinataire d'Enchiridion militis christiani.

## Contenu
Les idées saillantes du livre sont :
- Les armes qu’utilise un homme chrétien : il reconnaît la loi divine, et pratique la prière personnelle.
- Le point de départ de la sagesse est de se connaître soi-même
- il faut distinguer la vraie sagesse de la ‘sagesse apparente’
- À propos de l’homme intérieur et de l’homme extérieur
- Sur la diversité des affections
- des trois parties de l’homme : l'esprit, l'âme et la chair
- des règles de comportement pour vivre en homme chrétien
- des règles contre le mal qu’est l’ignorance
- des remèdes contre certains péchés et vices, particulièrement la concupiscence
- des remèdes contre l’avarice
- des remèdes contre l’ambition et le désir des honneurs et du pouvoir
- des remèdes contre l’orgueil de l’esprit
- des remèdes contre la colère et de désir de vengeance.